# Sharkham Point
Sharkham Point är en udde i Storbritannien.   Den ligger i kommunen Torbay och riksdelen England, i den södra delen av landet, 270 km sydväst om huvudstaden London.
Terrängen inåt land är platt. Havet är nära Sharkham Point österut.  Närmaste större samhälle är Torquay, 9,0 km norr om Sharkham Point. 